# Hylexetastes stresemanni
A Hylexetastes stresemanni a madarak osztályának verébalakúak (Passeriformes) rendjébe, valamint a fazekasmadár-félék (Furnariidae) családjába és a fahágóformák (Dendrocolaptidae) alcsaládjába tartozó faj.

## Rendszerezése
A fajt Emilie Snethlage brazil ornitológus írta le 1925-ben.

## Alfajai
- Hylexetastes stresemanni insignis Zimmer, 1934
- Hylexetastes stresemanni stresemanni E. Snethlage, 1925
- Hylexetastes stresemanni undulatus Todd, 1925[2]

## Előfordulása
Dél-Amerika északnyugati részén, Bolívia, Brazília, Kolumbia és Peru területén honos. Természetes élőhelyei a szubtrópusi és trópusi síkvidéki esőerdők. Állandó, nem vonuló faj.

## Megjelenése
Testhossza 29 centiméter, testtömege 102-125 gramm.

## Természetvédelmi helyzete
Az elterjedési területe rendkívül nagy, egyedszáma viszont csökken, de még nem éri el a kritikus szintet. A Természetvédelmi Világszövetség Vörös listáján nem fenyegetett fajként szerepel.